# Brassac-les-Mines
Brassac-les-Mines ist eine französische Gemeinde am Ufer des Allier im Département Puy-de-Dôme in der Region Auvergne-Rhône-Alpes mit einer Fläche von 720 Hektar und 3380 Einwohnern (Stand 1. Januar 2022).
Die seit dem 15. Jahrhundert bestehenden Kohleminen, denen die Stadt ihren Namenszusatz verdankt, sind seit 1978 nicht mehr in Betrieb.

## Sehenswürdigkeiten
- romanische Kirche Saint-Pierre
- Museum Musée de la Mine in dem stillgelegten Kohlebergwerk: Werkzeug, Wagons, Geologie, rekonstruierte Stollen
- Museum Musée Peynet

## Wirtschaft
Erwerbszweige sind Ackerbau, Viehzucht, Anbau von Blumen, Textilindustrie (Strickwaren, Posamente, handgeklöppelte Spitzenwirkereien).